# جربیل بوهم
جربیل بوهم (نام علمی: Gerbilliscus boehmi) نام یک گونه از سرده جربیل‌های پابرهنه است.